# 小金井道宏
小金井 道宏（こがねい みちひろ、1934年7月6日 - 1998年12月3日）は、徳間書店顧問、日本雑誌協会広告委員会委員。埼玉県浦和市（現在のさいたま市）出身。

## 来歴
埼玉県立浦和高等学校から早稲田大学経済学部に進み、卒業後、徳間書店に入社。1978年創刊のアニメージュで発行人を務めた。1990年に同社の常務取締役に就任。1998年12月3日午後2時、脳梗塞の為死去。